# The Incredible Machine (Film)
The Incredible Machine ist ein US-amerikanischer Dokumentarfilm aus dem Jahr 1975 von Irwin Rosten. Er wurde für einen Oscar in der Kategorie Bester Dokumentarfilm nominiert. E. G. Marshall war der Erzähler des Films.

## Produktion
The Incredible Machine der einige der ersten Bilder aus dem Inneren des menschlichen Körpers zeigte, indem er einige der ersten Filmaufnahmen verwendete, die von medizinischen Forschern im menschlichen Verdauungstrakt und Blutkreislauf gemacht worden waren.
Der Film war bis 1982 die meistgesehene Sendung des Senders PBS, bis er von The Sharks überholt wurde.

## Kritiken
Rostens Mitarbeiter Nicholas Noxon beschrieb die „außergewöhnliche Wirkung“, die der Film als National Geographic Special hatte, und stellte fest, dass er „für seine Zeit bahnbrechend“ war und „den Menschen die Augen dafür öffnete, was man mit einem Dokumentarfilm machen kann“.
Der Kritiker der New York Times, John J. O’Connor, hob hervor, dass der Film PBS in die Lage versetzte, mit den großen Sendern zu konkurrieren, und meinte, dass „das kommerzielle Fernsehen jetzt vor dem Erfolg der National Geographic-Dokumentation zurückschrecken sollte“, die 36 Prozent aller Zuschauer im Großraum New York erreichte, als sie auf WNET Channel 13 ausgestrahlt wurde.
Rosten wurde von einigen kritisiert, weil er Filmmaterial verwendete, das im Inneren von Affen und Kaninchen aufgenommen worden war. Die New York Times bemängelte, dass den Zuschauern vorgegaukelt wurde, der Film bestünde ausschließlich aus Aufnahmen aus dem Inneren des menschlichen Körpers, während in Wirklichkeit fast fünf Prozent der Aufnahmen im Inneren von Tieren gemacht worden waren, um Details der Lungen, des Blutkreislaufs und des Fortpflanzungssystems zu zeigen. Rosten hatte, wann immer es möglich war, Aufnahmen von Menschen verwendet, aber wenn es unmöglich war, in das Innere des Körpers zu gelangen, benutzten wir Aufnahmen von Säugetieren, die genau das wiedergaben, was wir zeigen wollten". Die National Geographic Society war von Rosten darüber informiert worden, dass auch Tierfilme verwendet worden waren, aber der Film enthielt keinen Hinweis darauf.